# 정배걸
정배걸(鄭倍傑, ? ~ 1051년)은 고려 전기의 문신이다. 오늘날 초계 정씨(草溪 鄭氏)의 시조이다. 《고려사》 문종세가에는 정걸(鄭傑)이란 이름으로도 기록되어 있다.

## 출생
언제 출생하였는지 기록에 남아 있지 않아 정확하게 알수는 없지만 고려 현종 8년(1017년) 과거에 급제하였다는 기록을 볼때 성종조(981~997) 후기나 목종조(997~1009) 초기에 출생하였으리라고 추정된다.

## 관직생활
- 현종 8년(1017년) 과거에 을과 장원으로 급제하였다.
- 정종 1년(1035년) 좌습유 지제고를 지냈다.
- 문종 1년(1047년) 중추원부사로서 지공거를 겸하여 과거를 주관하였다.
- 문종 3년(1049년) 2월 동지중추부사에 제수되었다.
- 문종 3년(1049년) 3월 비서감 지중추부사에 제수되었다.
- 문종 4년(1050년) 중추원사 한림학사승지에 제수되었다.
- 문종 5년(1051년) 8월에 졸하였다.
- 문종 34년(1080년) 홍문광학추성찬화공신 개부의동삼사 수태위문하시중 광유후 상주국에 추증되었다.

## 사학창시
정배걸은 일찌기 후진의 양성에 관심을 가져 홍문공도를 창시하였으며 홍문공도의 설립에 대하여는 자세한 설명이 남아있지는 않지만 개경의 남문밖에 세워졌다고 전해진다. 개설시기에 대한 기록도 전해지지는 않지만 설립자인 정배걸의 관직에서의 치사 시기 및 사망시기를 확인하면 유츄해 볼 수 있다. 
관직을 물러나 후진을 양성하기 시작한 시기는 전해지지 않으며 사망시기는 역사기록을 종합해 볼때 문종 5년(1051년) 8월이라고 본다. 홍문공도의 개설시기는 설립자의 사망 이전이 되므로 홍문공도는 늦어도 1051년 8월 이전에 설립되었다는 것을 알수 있다. 최충은 1055년 치사하고 물러나 구재학당을 세웠다고 기록이 전하므로 홍문공도는 고려시대에 개설된 사학중 가장 빨리 설립된 사학의 효시라고 할 수 있다.

## 기존 사학계의 입장
고려사와 고려사절요 등에 정배걸과 정걸이 혼용되어 쓰여지고 있어 정배걸의 사망시기에 대하여는 명확하게 정리되어 있지는 않지만 여러 관직의 역임한 내용을 볼때 정배걸과 정걸은 동일인이며 역사를 기록한 사관의 오기로 밖에 볼수 없다.

## 묘소
정배걸의 묘소는 경남 합천군 쌍책면 성산리 산9번지에 있으며 부인 최씨와 쌍분이며 약 10여보 아래에 정간공 정문의 생모인 계부인 최씨의 묘소가 있고 묘소에서 가까운 거리에 옥전서원과 최근 유네스코세계문화유산으로 등재된 가야시대의 합천옥전고분군이 자리잡고 있다.

## 같이 보기
- 홍문공도
- 정문
- 정복경
- 곽원